# Ons-en-Bray
Ons-en-Bray település Franciaországban, Oise megyében. Lakosainak száma 1375 fő (2022. január 1.). Ons-en-Bray Lachapelle-aux-Pots, Lalandelle, Saint-Aubin-en-Bray, Saint-Paul, Le Vauroux és Villers-Saint-Barthélemy községekkel határos.

## Népesség
A település népességének változása:
| Lakosok száma | 1365 | 1405 | 1438 | 1399 | 1398 | 1399 | 1399 | 1378 | 1375 |
|               | 2013 | 2015 | 2016 | 2017 | 2018 | 2019 | 2020 | 2021 | 2022 |